# Eleccions legislatives austríaques de 1975
Les eleccions legislatives del 1975 a Àustria, al Consell Nacional van ser el 5 d'octubre de 1975. Els socialdemòcrates foren la força més votada i Bruno Kreisky fou nomenat canceller.

## Resultats
Resum dels resultats electorals de 5 d'octubre de 1975 al Consell Nacional d'Àustria
| Partits                    | Partits                                                                   | Vots      | +/- | %     | +/-  | Escons | +/- |
| -------------------------- | ------------------------------------------------------------------------- | --------- | --- | ----- | ---- | ------ | --- |
|                            | Partit Socialdemòcrata d'Àustria (Sozialdemokratische Partei Österreichs) | 2.326.201 |     | 50,4  | +0,4 | 93     | =   |
|                            | Partit Popular d'Àustria (Österreichische Volkspartei)                    | 1.981.291 |     | 42,9  | -0,2 | 80     | =   |
|                            | Partit Liberal d'Àustria (Freiheitliche Partei Österreichs)               | 249.444   |     | 5,4   | -0,1 | 10     | =   |
|                            | Partit Comunista d'Àustria (Kommunistische Partei Österreichs)            | 55.032    |     | 1,2   | -0,2 | —      | ±0  |
|                            | Grup Revolucionari Marxista (GRM) (Gruppe Revolutionäre Marxisten)        | 1.024     |     | 0,1   | =    | -      | -   |
|                            | Llista Franz Steinacher                                                   | 440       |     | 0,01  | =    | -      | -   |
|                            | Total (participació 91,92%)                                               | 4.613.719 |     | 100.0 |      | 183    |     |
| Font: Siemens Austria, BMI |                                                                           |           |     |       |      |        |     |